# Oncinotis tomentella
Oncinotis tomentella är en oleanderväxtart som beskrevs av Ludwig Radlkofer. Oncinotis tomentella ingår i släktet Oncinotis och familjen oleanderväxter. Inga underarter finns listade i Catalogue of Life.